# Campeonato Mundial de Dodgeball
El Campeonato Mundial de Dodgeball, es una competición de dodgeball organizada por la World Dodgeball Federation.

## Historia
Inicialmente fue un evento abierto a las federaciones nacionales que quisieran participar, pero dejó de serlo a medida que creció la membresía, y ahora los equipos deben clasificarse mediante campeonatos a un nivel regional.
La primera competición fue en 2012 en Kuala Lumpur, y desde ese año hasta 2019, se ha ido celebrando anualmente. En 2020, la Pandemia de COVID-19 hizo que la competición se aplazara y posteriormente se cancelara. Durante este periodo hubo dos categorías: la masculina y la femenina.
El evento se retomaría en 2022 en Edmonton y se cambiarían las categorías: 2 mixtas, 2 masculinas y 2 femeninas, de tal forma que una de cada una de estas sería con pelota de tela y otra con pelota de foam.

## Ediciones
| Año  | Sede         | Masculino (foam)                                                                      | Femenino (foam)                                                                       | Mixto (foam)                                                                          | Masculino (tela)                                                                      | Femenino (tela)                                                                       | Mixto (tela)                                                                          |
| ---- | ------------ | ------------------------------------------------------------------------------------- | ------------------------------------------------------------------------------------- | ------------------------------------------------------------------------------------- | ------------------------------------------------------------------------------------- | ------------------------------------------------------------------------------------- | ------------------------------------------------------------------------------------- |
| 2012 | Kuala Lumpur | Hong Kong                                                                             | Estados Unidos y Canadá                                                               | -                                                                                     | -                                                                                     | -                                                                                     | -                                                                                     |
| 2013 | Queenstown   | Canadá                                                                                | Canadá                                                                                | -                                                                                     | -                                                                                     | -                                                                                     | -                                                                                     |
| 2014 | Hong Kong    | Canadá                                                                                | Estados Unidos                                                                        | -                                                                                     | -                                                                                     | -                                                                                     | -                                                                                     |
| 2015 | Las Vegas    | Estados Unidos                                                                        | Estados Unidos                                                                        | -                                                                                     | -                                                                                     | -                                                                                     | -                                                                                     |
| 2016 | Melbourne    | Canadá                                                                                | Malasia                                                                               | -                                                                                     | -                                                                                     | -                                                                                     | -                                                                                     |
| 2017 | Toronto      | Malasia                                                                               | Malasia                                                                               | -                                                                                     | -                                                                                     | -                                                                                     | -                                                                                     |
| 2018 | Los Ángeles  | Malasia                                                                               | Estados Unidos                                                                        | -                                                                                     | -                                                                                     | -                                                                                     | -                                                                                     |
| 2019 | Cancún       | Estados Unidos                                                                        | Estados Unidos                                                                        | -                                                                                     | -                                                                                     | -                                                                                     | -                                                                                     |
| 2020 | Glasgow      | Inicialmente pospuesta a 2021 y finalmente cancelada debido a la Pandemia de COVID-19 | Inicialmente pospuesta a 2021 y finalmente cancelada debido a la Pandemia de COVID-19 | Inicialmente pospuesta a 2021 y finalmente cancelada debido a la Pandemia de COVID-19 | Inicialmente pospuesta a 2021 y finalmente cancelada debido a la Pandemia de COVID-19 | Inicialmente pospuesta a 2021 y finalmente cancelada debido a la Pandemia de COVID-19 | Inicialmente pospuesta a 2021 y finalmente cancelada debido a la Pandemia de COVID-19 |
| 2022 | Edmonton     | Malasia                                                                               | Canadá                                                                                | Canadá                                                                                | Reino Unido                                                                           | Austria                                                                               | Austria                                                                               |
| 2024 | Graz         | Estados Unidos                                                                        | Canadá                                                                                | Canadá                                                                                | Austria                                                                               | Austria                                                                               | Austria                                                                               |

## Medallero histórico

### Masculino (foam)
| País           |   |   |   | Total |
| -------------- | - | - | - | ----- |
| Malasia        | 3 | 4 | 1 | 8     |
| Estados Unidos | 3 | 3 | 2 | 8     |
| Canadá         | 3 | 2 | 4 | 9     |
| Hong Kong      | 1 | 0 | 1 | 2     |
| Australia      | 0 | 1 | 3 | 3     |

### Femenino (foam)
| País           |     |   |   | Total |
| -------------- | --- | - | - | ----- |
| Estados Unidos | 4,5 | 2 | 2 | 8,5   |
| Canadá         | 3,5 | 1 | 0 | 4,5   |
| Malasia        | 2   | 2 | 3 | 7     |
| Hong Kong      | 0   | 3 | 2 | 5     |
| Australia      | 0   | 2 | 3 | 5     |

### Mixto (foam)
| País           |   |   |   | Total |
| -------------- | - | - | - | ----- |
| Canadá         | 2 | 0 | 0 | 2     |
| Estados Unidos | 0 | 1 | 1 | 2     |
| Malasia        | 0 | 1 | 0 | 1     |
| Australia      | 0 | 0 | 1 | 1     |

### Masculino (tela)
| País              |   |   |   | Total |
| ----------------- | - | - | - | ----- |
| Austria           | 1 | 1 | 0 | 2     |
| Reino Unido       | 1 | 0 | 0 | 1     |
| Estados Unidos    | 0 | 1 | 1 | 2     |
| Irlanda del Norte | 0 | 0 | 1 | 1     |

### Femenino (tela)
| País              |   |   |   | Total |
| ----------------- | - | - | - | ----- |
| Austria           | 2 | 0 | 0 | 2     |
| Reino Unido       | 0 | 1 | 0 | 1     |
| Irlanda del Norte | 0 | 1 | 0 | 1     |
| Australia         | 0 | 0 | 1 | 1     |
| Inglaterra        | 0 | 0 | 1 | 1     |

### Mixto (tela)
| País              |   |   |   | Total |
| ----------------- | - | - | - | ----- |
| Austria           | 3 | 0 | 0 | 3     |
| Reino Unido       | 0 | 1 | 0 | 1     |
| Estados Unidos    | 0 | 0 | 1 | 1     |
| Inglaterra        | 0 | 1 | 0 | 1     |
| Irlanda del Norte | 0 | 0 | 1 | 1     |

### Total
| País              |     |   |   | Total |
| ----------------- | --- | - | - | ----- |
| Canadá            | 8,5 | 3 | 4 | 15,5  |
| Estados Unidos    | 7,5 | 7 | 7 | 21,5  |
| Malasia           | 5   | 7 | 4 | 16    |
| Austria           | 5   | 1 | 0 | 6     |
| Hong Kong         | 1   | 3 | 3 | 7     |
| Reino Unido       | 1   | 2 | 0 | 3     |
| Australia         | 0   | 3 | 7 | 10    |
| Irlanda del Norte | 0   | 1 | 2 | 3     |
| Inglaterra        | 0   | 1 | 1 | 2     |